# Knölsydkaktus
Knölsydkaktus (Parodia mammulosa) är en suckulent växt inom familjen kaktusväxter.

## Synonymer
Knölsydkaktusen har ett mycket varierande utseende, vilket har genererat många synonymer.
| Echinocactus mammulosus Lem. 1838 Malacocarpus mammulosus (Lem.) Britton & Rose 1922 Notocactus mammulosus (Lem.) A. Berger 1929 Echinocactus orthacanthus Link & Otto 1827 Malacocarpus orthacanthus (Link & Otto) Herter 1954 Notocactus orthacanthus (Link & Otto) Vliet 1970 Echinocactus hypocrateriformis Otto & A. Dietrich 1838 Notocactus hypocrateriformis (Otto & A. Dietrich) Herter 1943 Echinocactus submammulosus Lem. 1839 Notocactus submammulosus (Lem.) Backeb. 1935 Parodia submammulosa (Lem.) R. Kiesling 1995 Parodia mammulosa ssp. submammulosa (Lemaire) Hofacker 1998 Echinocactus pampeanus Speg. 1896 Notocactus pampeanus (Speg.) A.Berger ex Backeb. & F.M.Knuth 1935 | Echinocactus floricomus Arechavaleta 1905 Notocactus floricomus (Arechavaleta) A.Berger 1929 Notocactus roseoluteus Vliet 1973 Notocactus mueller-moelleri Frič ex Fleischer & Schütz 1976 Notocactus cristatoides F.Ritter 1979 Notocactus mammulosus var. brasiliensis Havlicek 1980 Parodia mammulosa ssp. brasiliensis (Havlicek) Hofacker 1998 Notocactus paulus H.Schlosser & Brederoo 1980 Notocactus megalanthus H.Schlosser & Brederoo 1981 Notocactus erythracanthus H.Schlosser & Brederoo 1985 Parodia mammulosa ssp. erythracantha (H.Schlosser & Brederoo) Hofacker 1998 Notocactus macambarensis Prestlé 1986 Notocactus ritterianus Lisal & Kolarik 1986 Parodia submammulosa ssp. minor R.Kiesling 1995 |

## Referenser

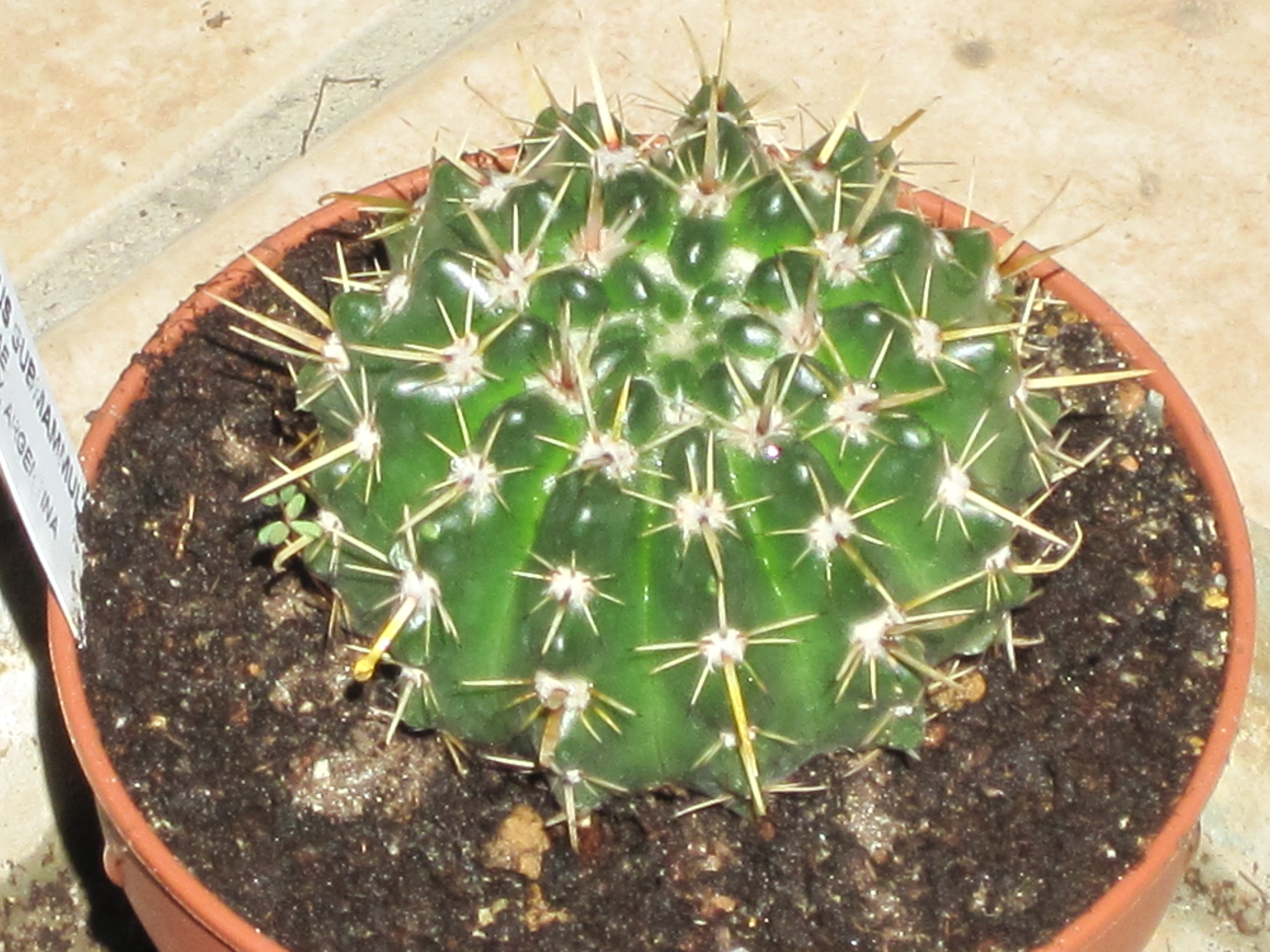
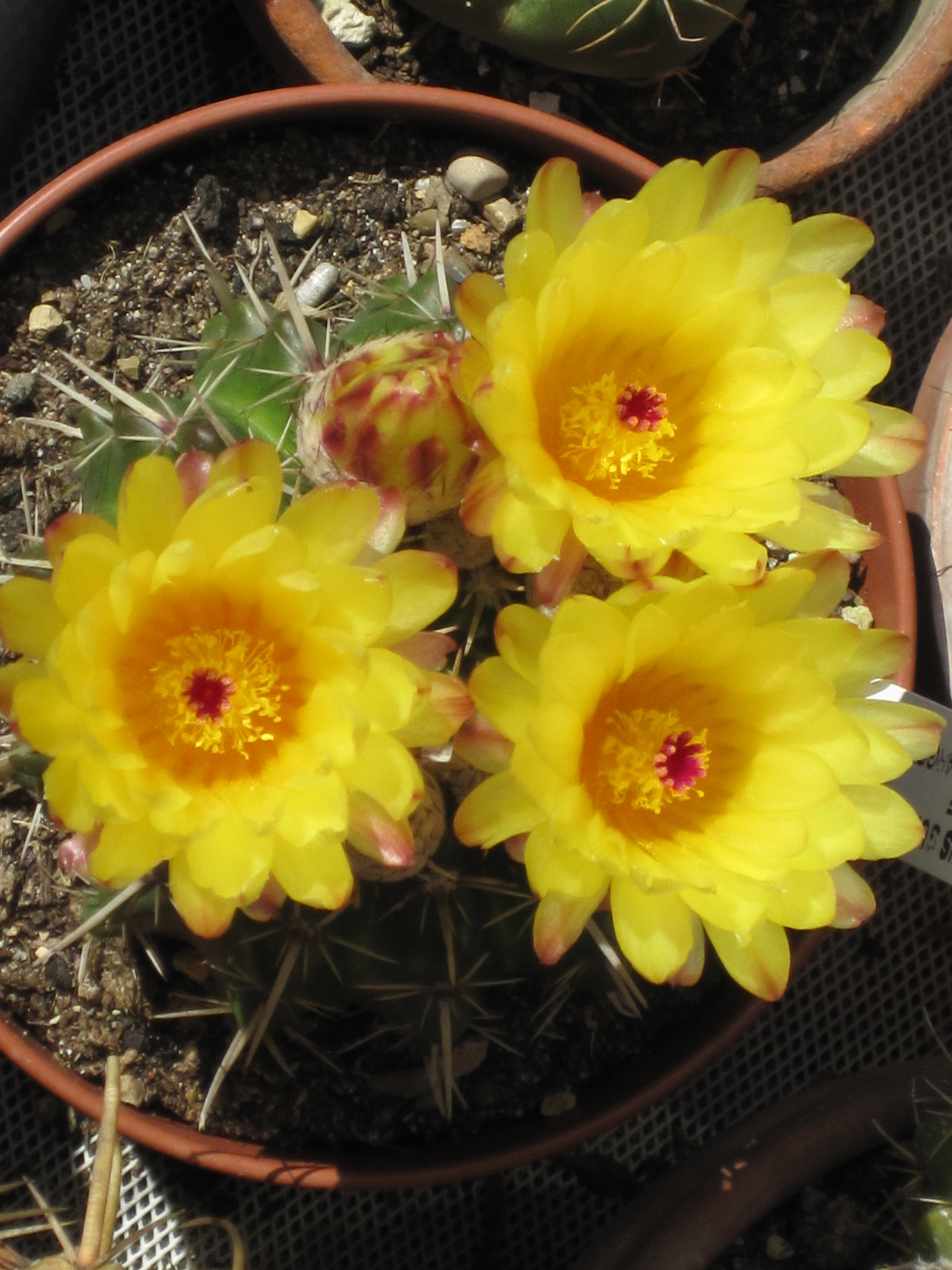